# پارتور
پارتور (به انگلیسی: Partur) یک منطقهٔ مسکونی در هند است که در بخش جالنه واقع شده‌است. پارتور ۳۵٬۸۸۳ نفر جمعیت دارد و ۴۳۹ متر بالاتر از سطح دریا واقع شده‌است.